# Tähemaa
Tähemaa (Duits: Tehhama) is een plaats in de Estlandse gemeente Peipsiääre, provincie Tartumaa. De plaats heeft de status van dorp (Estisch: küla) en telt 66 inwoners (2021).
Tot in oktober 2017 behoorde Tähemaa bij de gemeente Vara. In die maand werd Vara bij de gemeente Peipsiääre gevoegd.

## Geschiedenis
Tähemaa werd in 1582 voor het eerst genoemd onder de naam Thehema. De plaats hoorde bij het landgoed van Kavastu.
Lange tijd vormde Tähemaa één dorp met het zuidelijker gelegen Viira. In 1987 werd het dorp gesplitst.